# Siebenschläfer (Apfel)
Der Siebenschläfer ist eine alte Sorte des Kulturapfels (Malus domestica), die in dem Gebiet um das Solmsbach-Tal (im Lahn-Dill-Kreis) heimisch ist. Ein weiterer gebräuchlicher Name war Faulenzer.

## Baum
Alle Namen zielen auf die Eigenschaft des Baumes ab, seine Blüte (und auch seine Blätter) besonders spät auszutreiben. Durch diese Eigenschaft ist der Baum auch für frostgefährdete Lagen noch gut geeignet. Die Sorte ist anspruchslos und gedeiht auch noch auf sandigen Böden. Die Anfälligkeit gegenüber Pilzkrankheiten wie Schorf und Obstbaumkrebs sind sehr gering. Die Bäume werden groß, überhängend-schirmartig und sind sehr gesund, trotzdem ist ein regelmäßiger Pflegeschnitt zu empfehlen. Der Ertrag beginnt relativ früh und ist verlässlich.

## Früchte
Die Äpfel haben eine grüngelbe Grundfarbe, die fast vollständig von der hell- bis braunroten und gestreiften Deckfarbe überzogen werden. Die hell gefärbten Lentizellen sind gut zu erkennen. Das Fruchtfleisch ist ebenfalls leicht grünlichgelb bis rötlich, saftig und mildsäuerlich und süß. Die Sorte Siebenschläfer ist eine gute Wirtschaftssorte und frisch eine gute Tafelsorte. Durch seine Eigenschaften, wie die späte Blüte, schöne Färbung und feste Schale, sowie die geringe Anfälligkeit für Krankheiten, ist die Sorte für den Hausgarten und die Streuobstwiese gut geeignet.

## Verwechslersorten
Die Sorte Roter Bellefleur ist leicht mit dem Siebenschläfer zu verwechseln.

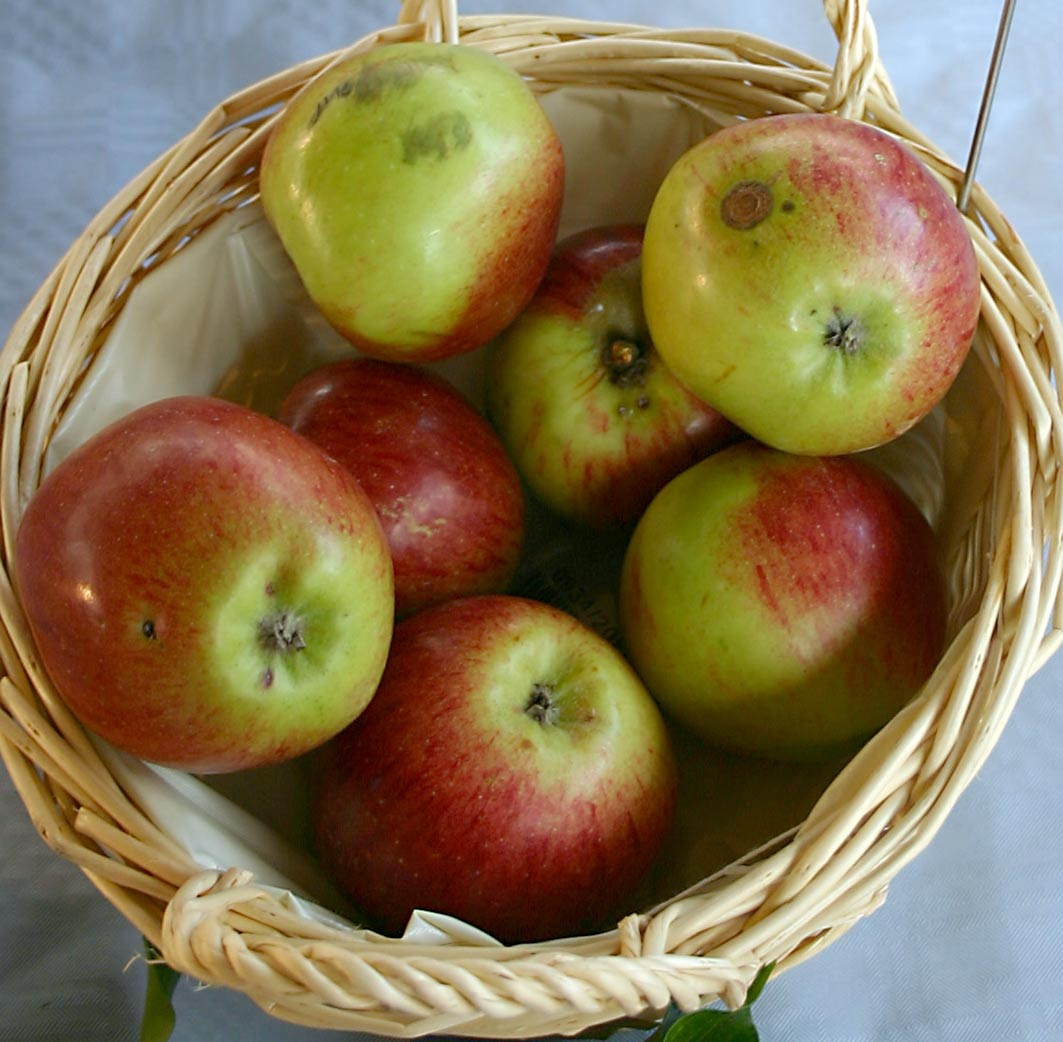
Verwechslersorte Roter Bellefleur

## Züchtungen und Geschichte
Eine erste Erwähnung erfolgte in dem Werk „Unsere besten deutschen Obstsorten“ (Wiesbaden um 1930).
Im Jahr 2013, der Wahl des Siebenschläfers zur Hessische Lokalsorte des Jahres 2013 durch die Landesgruppe Hessen im Pomologen-Verein e. V., sind nur noch Altbäume in der Landschaft des Lahn-Dill-Kreises sowie auf der so genannten Hessenwiese in Michelbach zu finden.